# Balyk

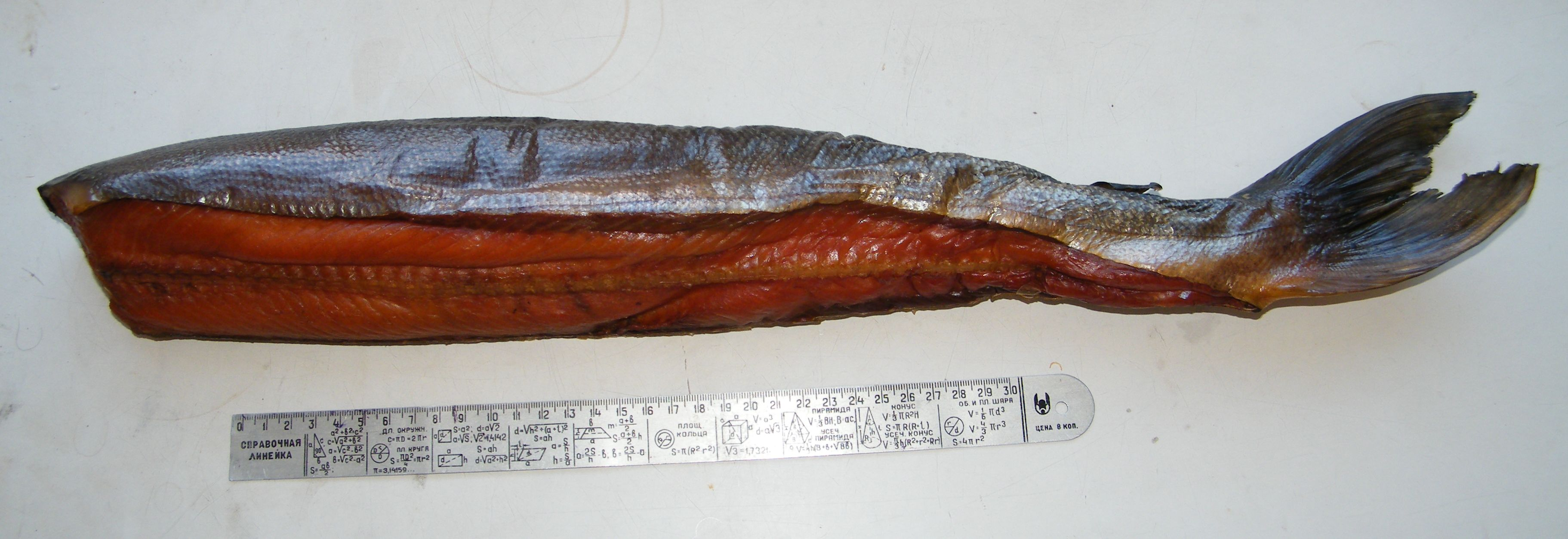

Balyk (en russe : балык) est le nom donné aux dos de poisson, salés et séchés.

## Étymologie
En turc, le mot signifie « poisson » (balık).

## Poissons utilisés
On utilise principalement de l'esturgeon ou du saumon pour le fabriquer.
Traditionnellement, le balyk d'esturgeon est plus recherché par les gourmets pour sa finesse. Néanmoins, sa chair est plus sensible à la prolifération de la bactérie Clostridium botulinum.